# Danny Pintauro
Daniel John „Danny” Pintauro (ur. 6 stycznia 1976 w Milltown) – amerykański aktor telewizyjny i filmowy pochodzenia włoskiego i polskiego, najlepiej znany jako Jonathan Bower z sitcomu ABC Who’s the Boss? (TV Series 1984–1992).   

## Życiorys
Urodził się w Milltown w New Jersey jako syn agentki Margaret L. Pintauro (z domu Sillcocks) i menadżera Johna J. Pintauro. Uczęszczał do Middlesex County College w Edison w New Jersey. 14 czerwca 1998 został absolwentem Uniwersytetu Stanfordzkiego.
W latach 1982–1985 występował jako Paul Ryan w operze mydlanej CBS As the World Turns. Zagrał postać Tada Trentona w filmie Lewisa Teague’a Cujo (1983) na podstawie powieści Stephena Kinga. Grał też na scenie w spektaklach: The Velocity of Gary i Mommie Queerest.
W 2013 został menadżerem restauracji w Las Vegas.
W lipcu 1997 na łamach pisma „The National Enquirer” zdeklarował się jako homoseksualista. W kwietniu 2013 związał się z Wilem Tabaresem, z którym zawarł związek małżeński 3 kwietnia 2014.
Pintauro ujawnił w 2015 w programie Oprah: Where Are They Now?, że jest nosicielem wirusa HIV, którym zaraził się w wyniku seksu oralnego bez zabezpieczenia w 2003. Przyznał się również, że wcześniej uzależnił się od  metamfetaminy.